# Vlucht uit Oostende
Vlucht uit Oostende (Franse titel: Le clan des Ostendais) is een roman van de Franstalige Belgische auteur Georges Simenon die verscheen in 1947. 
Le clan des Ostendais is een van de meer doorwrochte, psychologische romans van Simenon, een roman dur. Er gebeuren geen moorden en er is geen commissaris die een onderzoek voert; centraal staat de beschrijving van sterke karakters en de microkosmos waarin ze leven.

## Belangrijkste personages
- Omer Petermans, Belgische (Vlaamse) trawlerkapitein, visser in de wateren van IJsland. Vijftiger, getrouwd, drie zonen, twee dochters.
- Maria Petermans, echtgenote van Omer
- Mina, hun dochter, 16 of 17 jaar

## Samenvatting

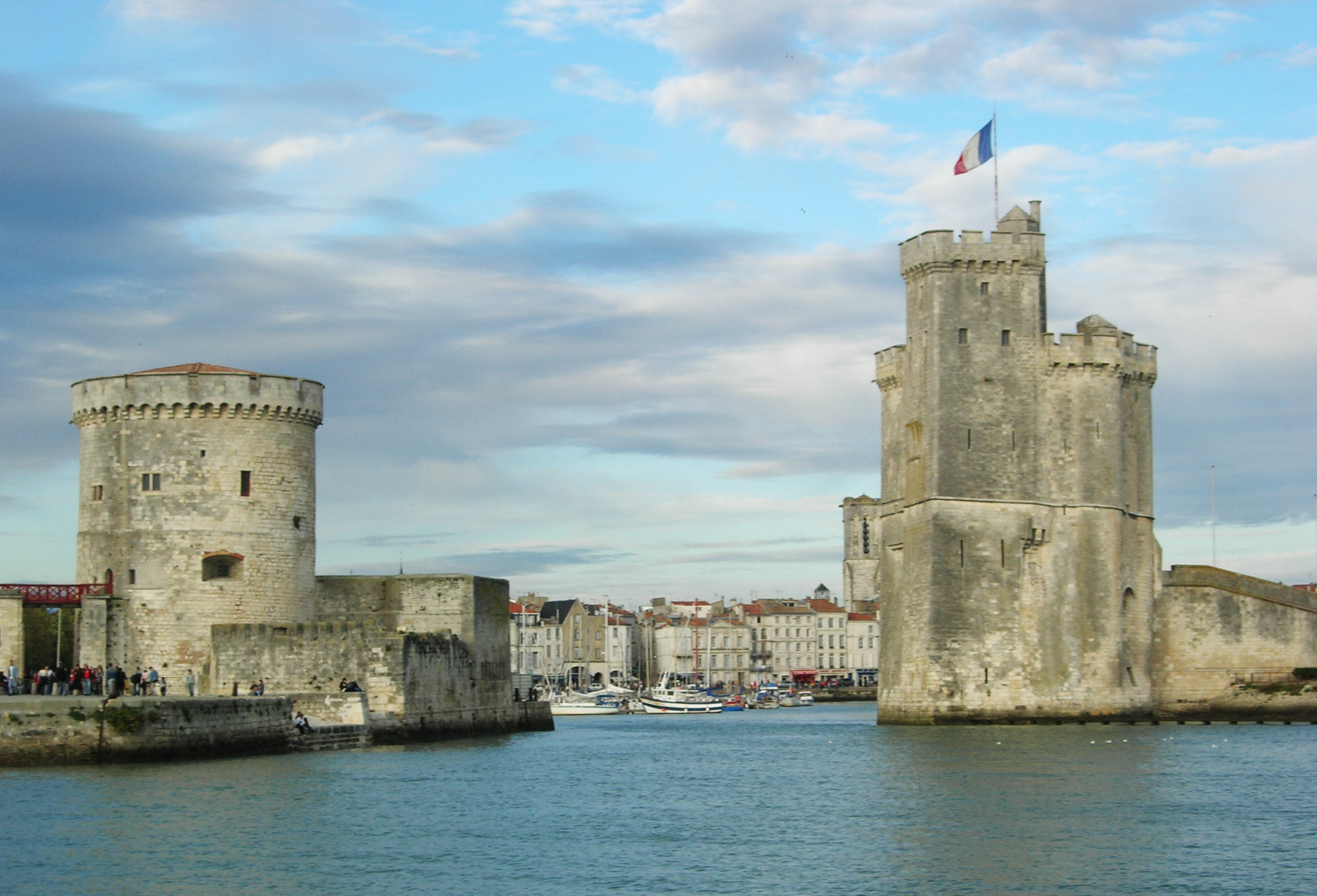
La Rochelle, de oude Franse haven aan de Atlantische Oceaan

In mei 1940 begint de Tweede Wereldoorlog. Er komt een grote vluchtelingenstroom op gang naar onbezette gebieden. De meeste vluchtelingen kiezen voor de trein, sommigen trachten de vijand te ontvluchten op een schip. Op de vlucht voor de Duitse inval van Nederland en België varen Vlaamse vissersfamilies met hun vijf boten naar het zuiden van Frankrijk. Hun vrouwen en kinderen zitten in het ruim en er wacht hen een gevaarlijke tocht, belaagd door Duitse vliegtuigen en zeemijnen. In La Rochelle worden zij door de Franse autoriteiten echter tegengehouden en gedwongen in deze oude havenstad een onderkomen te zoeken. Dat gaat niet zonder slag of stoot. 
Wanneer de vijf vissersboten het bassin van de haven opvaren en roerloos blijven liggen, trachten de havenverantwoordelijken contact met de nieuwkomers op te nemen. In oorlogstijd dienen boten immers te worden opgeëist door de militaire overheid. De Vlamingen reageren echter niet op signalen, zodat de Fransen hun manschappen in sloepen uitsturen. Zij worden koeltjes opgewacht door een reus van een kerel, kapitein Omer, die niets begrijpt van wat ze vragen. Een verpleegster die Vlaams kent komt uiteindelijk te weten dat ze geen afstand willen doen van hun boten en dat ze hun reis willen verder zetten. Het komt tot een krachtmeting.
De Oostendenaars vestigen zich uiteindelijk noodgedwongen in het voormalige politiebureau en het huis dat tegenover ligt. De bevolking moet niets van hen hebben omdat ze er vreemd uitzien en geen Frans spreken. Men verdenkt hen er zelfs van 'des boches' (moffen) te zijn omdat ze Vlaams spreken en mogelijk als 'vijfde colonne' voor de vijand werken. De Oostendenaars blijven echter onverstoord. Ze krijgen niet alleen te maken met de vijandigheid van inwoners en andere vluchtelingen, maar moeten ook een aantal tegenslagen verwerken. Aan het hoofd van hun clan staat Omer Petermans, die hen streng onder controle houdt in een wereld waarin ieder zijn plaats moet kennen.

## Nederlandse vertaling
- Vlucht uit Oostende, vertaald door W.A. Dorsman-Vos, 1976, Bruna